# Stop dinámico
Los Stop loss dinámicos consisten en órdenes Stop loss variables en las que el inversor decide mover el stop a favor de la tendencia del mercado favorable a la inversión. Puede ponerse un porcentaje fijo como distancia máxima de pérdida o colocarse manualmente a discreción del inversor.

## Implementación
- Si se opta por un porcentaje fijo, cuando el activo financiero (acciones, CFDs, futuros...) evolucione a favor de las expectativas del inversor, el Stop loss dinámico irá subiendo automáticamente, dejando como máximo una diferencia, desde el stop hasta el precio del activo, del porcentaje prefijado. SI el mercado evoluciona en contra, entonces el Stop loss permanecerá constante.

- Si se opta por un dinamismo discrecional, el inversor irá subiendo (o bajando) el precio del Stop loss manualmente a favor de las expectativas de la inversión; y en caso de que el mercado evolucione en contra de las expectativas del inversor, lo mantendrá fijo.